# 久瀬村

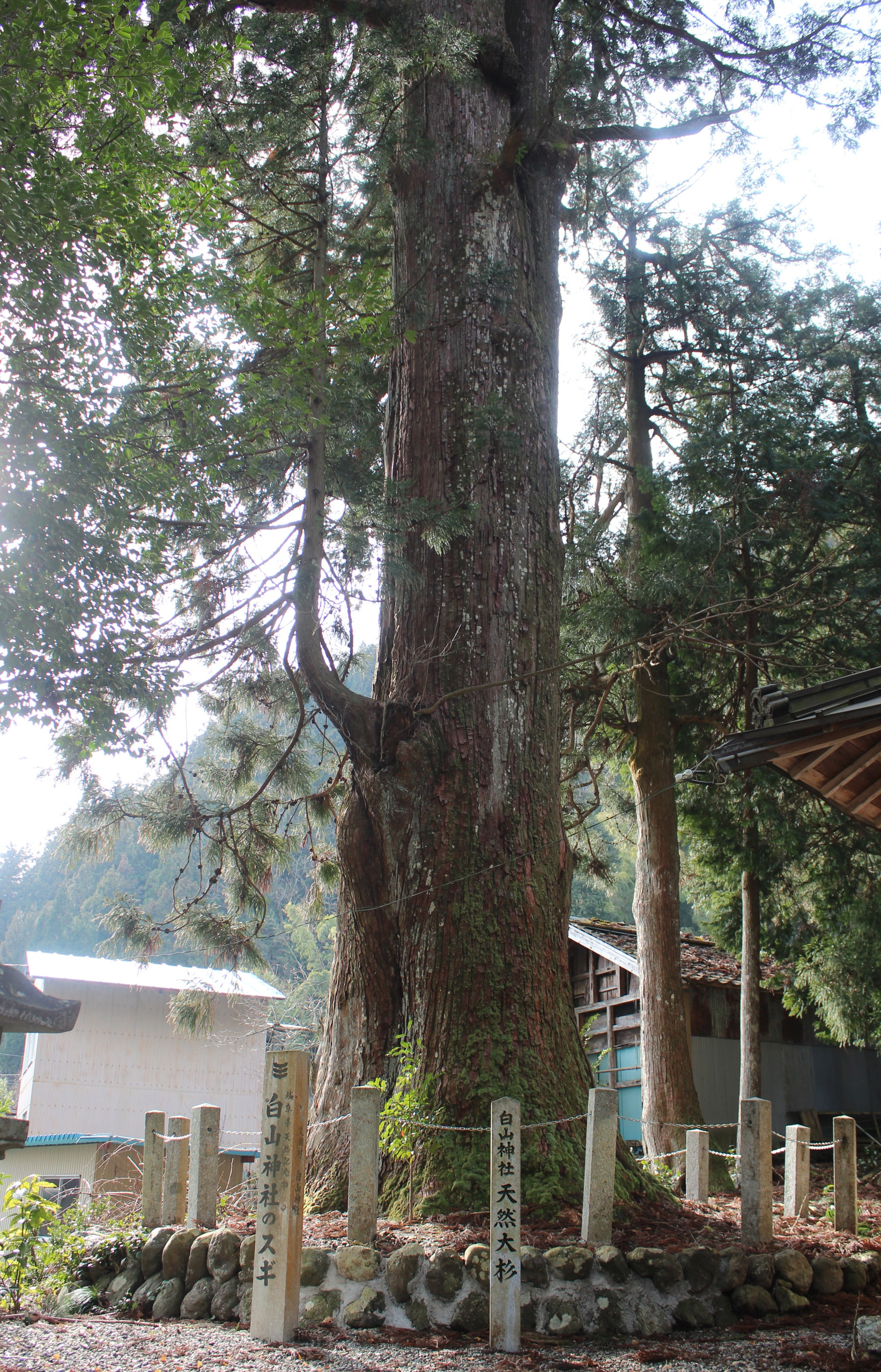
白山神社のスギ（岐阜県指定の天然記念物）、揖斐郡揖斐川町小津

久瀬村（くぜむら）は、岐阜県揖斐郡にあった村である。2005年1月31日に揖斐郡内の他の5町村と合併し揖斐川町となった。久瀬村の名は揖斐川の古名「久瀬川」に由来している。

## 地理
揖斐郡内のほぼ中央に位置している。町の中央部を揖斐川が流れている。

### 隣接していた自治体
- 本巣市
- 揖斐郡揖斐川町、谷汲村、藤橋村、坂内村、春日村

## 歴史

### 沿革
- 1889年（明治22年）7月1日 - 町村制施行に伴い池田郡日坂村，西津汲村，東津汲村，外津汲村，三倉村，乙原村，樫原村，小津村，東横山村，西横山村，鶴見村，東杉原村が成立。
- 1897年（明治30年）4月1日[1] - 池田郡が大野郡の一部と合併して揖斐郡となる。
- 1897年（明治30年）4月1日 - 日坂村、西津汲村、東津汲村、外津汲村、三倉村、乙原村、樫原村、小津村、東横山村、西横山村、鶴見村、東杉原村が合併して久瀬村が成立
- 1922年（大正11年）4月1日 - 一部（東横山、西横山、鶴見、東杉原）が分立して藤橋村となる
- 2005年（平成17年）1月31日 - (旧) 揖斐川町・谷汲村・春日村・藤橋村・坂内村と合併して揖斐川町となる。

### 災害
- 1965年（昭和40年）9月15日未明 - 四〇・九風水害により、揖斐川が氾濫。津汲地区の住民など多数が避難[2]。

## 行政
- 村長：高橋毅（2003年4月30日 - 2005年1月31日）

## 教育
- 久瀬村立久瀬中学校
- 久瀬村立久瀬小学校

### 2005年以前に廃校となった小中学校
- 久瀬村立久瀬中学校日坂冬季分校（1954年廃校）
- 久瀬村立久瀬中学校小津冬季分校（1954年廃校）
- 久瀬村立日坂小学校（1974年廃校）
- 久瀬村立公正小学校（1978年廃校）
- 久瀬村立小津小学校（1987年廃校）

## 交通

### 鉄道
- 久瀬村内に鉄道路線なし

### 道路
高速道路
- 村内に高速道路はなし。

一般国道
- 国道303号･国道417号(重複区間)

主要地方道
- 岐阜県道40号山東本巣線

一般県道
- 岐阜県道254号藤橋池田線
- 岐阜県道268号神原西津汲線

長距離自然歩道
- 東海自然歩道

## 名所・旧跡・観光スポット
- 貝月リゾート
- 久瀬温泉白瀧の湯
- 揖斐高原スキー場
- 揖斐高原カントリークラブ
- 恋のつり橋

## その他
久瀬村における「高橋姓」の割合は約34%で、日本テレビ系列の特別番組『アナタの名字SHOW』（読売テレビ制作）で、2009年9月17日に紹介された秋田県旧皆瀬村（約29%）よりも多く、全国では岩手県旧湯田町（約35％）についで二番目に多い。